# Мілада Горакова
Мілада Горакова (чеськ. Milada Horáková, 25 грудня 1901 року — 27 червня 1950 року) — чехословацька політикиня та суспільна діячка. Страчена владою ЧСР за сфабрикованим звинуваченням. У сучасній Чехії її ім'я є символом комуністичних репресій і важливою складовою національної пам'яті.